# Astragalus nitidiflorus
Astragalus nitidiflorus är en ärtväxtart som beskrevs av Jimenez och Carlos Pau. Astragalus nitidiflorus ingår i släktet vedlar, och familjen ärtväxter. Inga underarter finns listade i Catalogue of Life.

## Bildgalleri

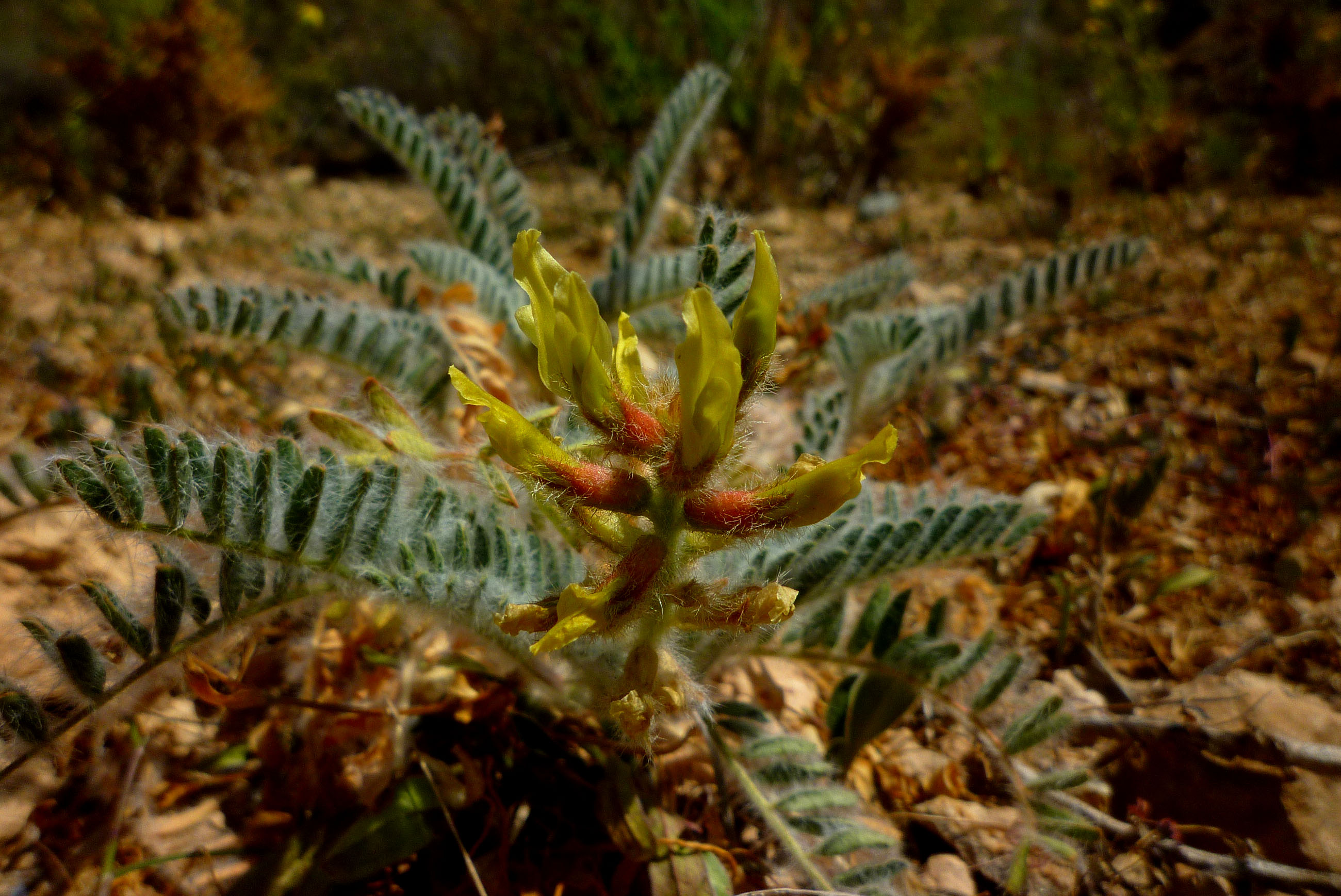
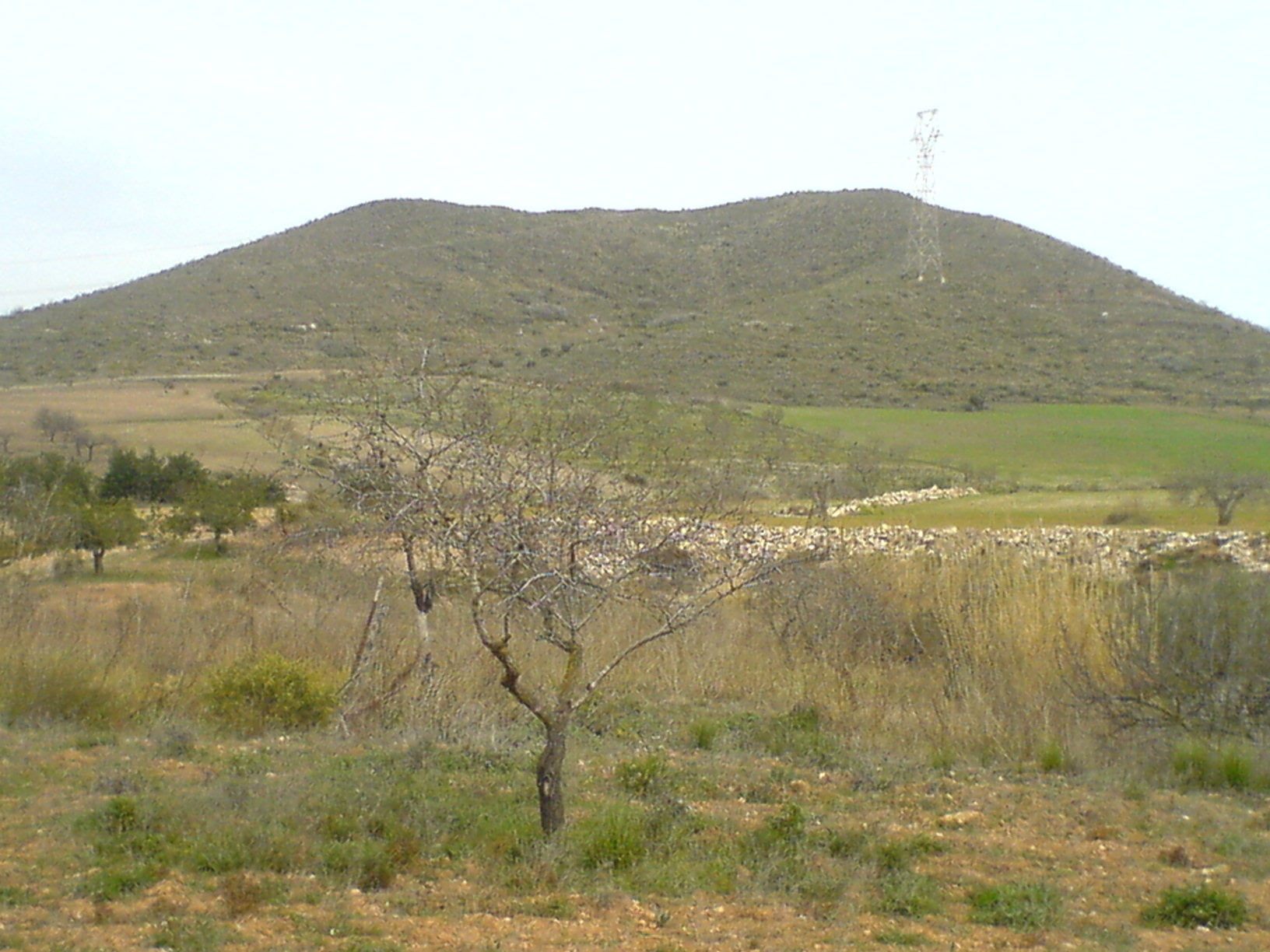
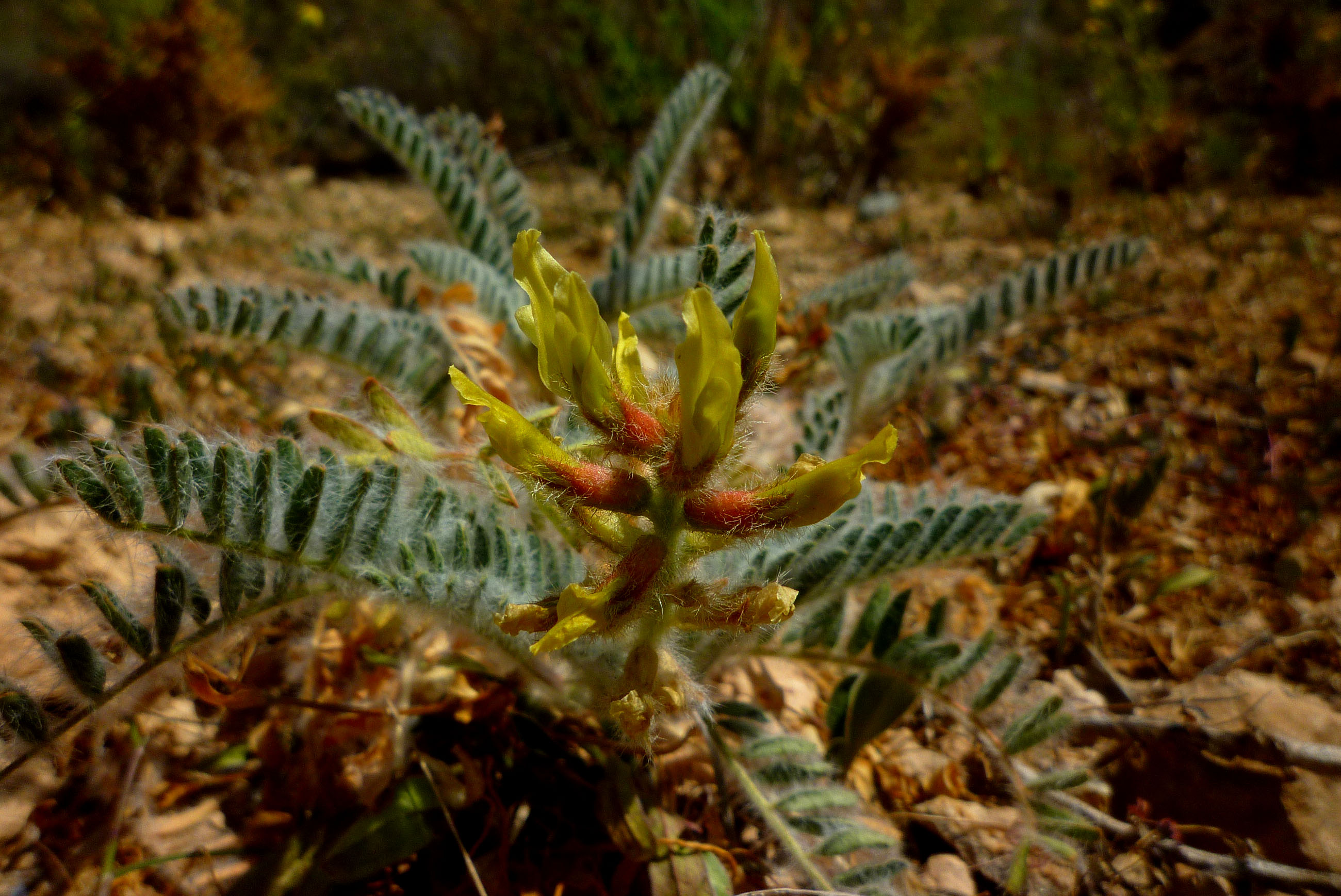